# We Can Do Better
We Can Do Better è un singolo del cantautore statunitense Matt Simons, pubblicato il 4 aprile 2018.

## Descrizione
Il singolo è stato distribuito in download digitale su iTunes.

## Tracce
Download digitale
1. We Can Do Better – 2:59

## Classifiche
| Classifica (2018) | Posizione massima |
| ----------------- | ----------------- |
| Austria           | 50                |
| Belgio (Fiandre)  | 29                |
| Belgio (Vallonia) | 8                 |
| Francia           | 127               |
| Germania          | 52                |
| Italia            | 40                |
| Paesi Bassi       | 47                |
| Portogallo        | 80                |
| Slovenia          | 30                |
| Svezia            | 92                |
| Svizzera          | 67                |